# 小倉北區
小倉北区（日语：／ Kokurakita ku */?）是北九州市的7個行政区之一，為北九州市的市中心区域，小倉車站及北九州市市政府都位于此。

## 歷史
1602年細川忠興建築小倉城後，小倉地區便開始因城下町而繁榮；明治時代的廢藩置縣後設置小倉縣，小倉成為縣厅所在地，直到併入福岡縣為止。

### 年表
- 1889年4月1日：實施町村制，現在的轄區在當時分屬：企救郡小倉町、足立村、城野村、東紫村、西紫村、板櫃村。
- 1900年4月1日：小倉町改制為小倉市。[1]
- 1908年4月1日：西紫村被廢除，轄區分別被併入企救村和板櫃村。
- 1922年10月1日：板櫃村改制為板櫃町。
- 1925年4月28日：板櫃町大部分地區被併入小倉市，另有少部分地區被併入八幡市。
- 1927年4月1日：足立村被併入小倉市。
- 1963年2月10日：小倉市與門司市、戶畑市、八幡市、若松市合併為北九州市。
- 1963年4月1日：北九州市成為政令指定都市，同時設置小倉區。
- 1974年4月1日：北九州市進行行政區重劃，小倉區被分割為小倉北區與小倉南區，同時小倉區的山田地區被改劃入八幡東區。

## 交通

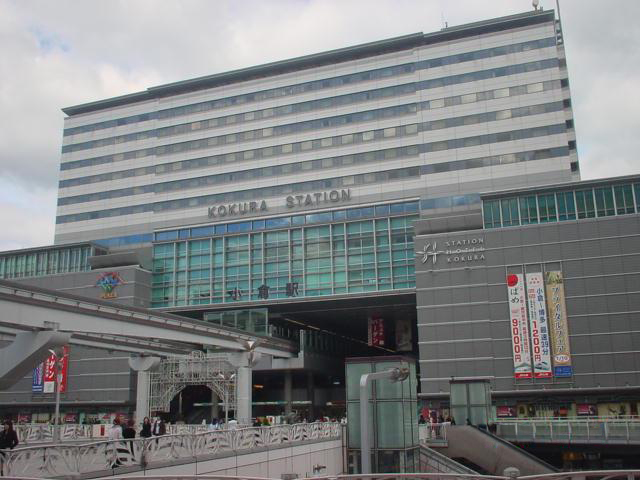
小倉車站

### 鐵路
- 九州旅客鐵道
  - 鹿兒島本線：小倉車站 - 西小倉車站
  - 日豐本線：小倉車站 - 西小倉車站 - 南小倉車站
- 西日本旅客鉄道
  - 山陽新幹線：小倉車站
- 北九州高速鐵道
  - 小倉線：小倉車站 - 平和通車站 - 旦過車站 - 香春口三萩野車站 - 片野車站

#### 已停駛路線
- 西日本鐵道
  - 北九州線：已於2000年11月25日停駛

## 教育

### 高等學校
- 福岡縣立小倉高等學校
- 福岡縣立小倉西高等學校
- 福岡縣立小倉工業高等學校
- 美萩野女子高等學校
- 東筑紫學園高等學校
- 西南女学院高等學校
- 真颯館高等學校
- 慶成高等學校
- 北九州自由高等學院

### 特殊學校
- 北九州市立小倉北特別支援學校